# Hypotrachyna everniastroides
Hypotrachyna everniastroides är en lavart som beskrevs av Sipman. Hypotrachyna everniastroides ingår i släktet Hypotrachyna och familjen Parmeliaceae.   Inga underarter finns listade i Catalogue of Life.